# 里茲斯普林 (密蘇里州)
里茲斯普林（英語：Reeds Spring）是位於美國密蘇里州斯通縣的城市。

## 人口
根據2020年美國人口普查的數據，里茲斯普林的面積為3.83平方千米，皆為陸地。當地共有人口1136人，而人口密度為每平方千米297人。